# Kings Kangwa
Kings Kangwa (ur. 6 kwietnia 1999 w Kasamie) – zambijski piłkarz grający na pozycji ofensywnego pomocnika. Od 2021 jest piłkarzem klubu Arsienał Tuła.

## Kariera klubowa
Swoją karierę piłkarską Kangwa rozpoczął w klubie Happy Hearts Lusaka. W sezonie 2017 zadebiutował w jego barwach w Division One. W sezonie 2017/2018 został wypożyczony do Hapoelu Beer Szewa, jednak nie zagrał w nim w żadnym meczu. W 2018 roku wrócił do Happy Hearts, a w sezonie 2019 grał w Buildcon FC z miasta Ndola.
10 lipca 2019 Kangwa przeszedł na 250 tysięcy euro do Arsienału Tuła. Swój debiut w Arsienale zaliczył 22 września 2019 w zremisowanym 1:1 domowym meczu z Urałem Jekaterynburg. 14 sierpnia 2020 w przegranym 2:3 domowym spotkaniu z FK Ufa strzelił swojego pierwszego gola w Priemjer-Lidze.
| Sezon   | Klub                | Kraj   | Rozgrywki      | Mecze | Gole |
| ------- | ------------------- | ------ | -------------- | ----- | ---- |
| 2017    | Happy Hearts Lusaka | Zambia | Division One   | ?     | ?    |
| 2017/18 | Hapoel Beer Szewa   | Izrael | Ligat ha’Al    | 0     | 0    |
| 2018    | Happy Hearts Lusaka | Zambia | Division One   | ?     | ?    |
| 2019    | Buildcon FC         | Zambia | Premier League | ?     | ?    |
| 2019/20 | Arsienał Tuła       | Rosja  | Priemjer-Liga  | 8     | 0    |
| 2020/21 | Arsienał Tuła       | Rosja  | Priemjer-Liga  | 21    | 1    |

## Kariera reprezentacyjna
W reprezentacji Zambii Kangwa zadebiutował 9 czerwca 2019 w przegranym 1:2 towarzyskim meczu z Kamerunem, rozegranym w Majadahondzie, gdy w 73. minucie zmienił Salulaniego Phiriego. 16 czerwca 2019 w wygranym 3:2 towarzyskim meczu z Marokiem strzelił swojego pierwszego gola w kadrze narodowej.